# نیروگاه برق آبی تورکول
نیروگاه برق آبی تورکول (به لاتین: Turkwel Hydroelectric Power Station) یک سد و نیروگاه برقابی در کنیا است که در Kapenguria, West Pokot County واقع شده‌است.